# GLUT-1
GLUT-1 behoort tot de koolhydraat transporterende GLUT transporters. Het bevindt zich op de rode bloedcellen en de meeste celmembranen. Het zorgt voor een constant glucosetransport. De reden hiervan is de hoge affiniteit (=lage Km): 1,5 mM glucose in de bloedbaan is voldoende om 50% van de transporters te vullen met glucose. Doordat de gemiddelde glucoseconcentratie in normale omstandigheden in het bloed 3,5 tot 5,5 mM bedraagt, zijn deze transporters dus voor ongeveer 80% actief.
Dit kan je berekenen met volgende formule: 

{\displaystyle \nu ={\frac {V_{max}}{1+{\frac {K_{m}}{[glucose]_{out}}}}}}, 

ν: transportsnelheid

Vmax: maximale transportsnelheid

Km: affiniteitswaarde

[glucose]out: concentratie aan glucose in de bloedbaan.